# Cantha
Cantha is een geslacht van vlinders van de familie dikkopjes (Hesperiidae), uit de onderfamilie Hesperiinae.

## Soorten
- C. celeus (Mabille, 1891)
- C. ivea Evans, 1955
- C. matuta (Plötz, 1886)
- C. metius (Mabille, 1891)
- C. roraimae (Bell, 1932)